# Benajáš
Biblické jméno o významu Hospodin opevnil, opevňuje. Označuje podle biblického podáarchouní celkem šest osob:
1. Levita v době Davidově, který zpíval a hrál na loutnu při zpěvu vysokém [1Pa 15,18-20; 16,5].
2. Kněz v době Davidově, ustanovený k troubení na troubu před archou úmluvy při cestě do stánku, který zřídil král David [1Pa 15,24; 16,6].
3. Levita ze synů Asafových [2Pa 20,14].
4. Levita za časů Chizkiášových, úředník při dozoru na oběti a věci posvátné [2Pa 31,13].
5. Kníže ze synů Simeonových [1Pa 4,36].
6. Čtyři muži z lidu, kteří pojali ženy cizozemky [Ezd 10,25.30.35.43].